# Hungaria-Austria-Gasleitung
Die Hungaria-Austria-Gasleitung (HAG) ist eine Ferngasleitung in Österreich. Sie wird betrieben von der Gas Connect Austria GmbH und verläuft von der Grenze zur Slowakei in der österreichischen Erdgasdrehscheibe bei Baumgarten an der March in Richtung Südost bis zur Grenze zu Ungarn zwischen Deutsch Jahrndorf und Mosonmagyaróvár. Die Leitung hat eine Länge von 46 km, eine Nennweite von 700 mm (DN 700) und ist seit 1996 in Betrieb. Sie dient dem Transport von Erdgas von Österreich nach Ungarn und kann nur in West-Ost-Richtung betrieben werden.
Seit 2009 zweigt in Kittsee die 4 km lange Kittsee-Petrzalka-Gasleitung (KIP) in Richtung Slowakei ab.
Über die HAG sollte der Anschluss der Nabucco-Pipeline an das westeuropäische Fernleitungsnetz erfolgen.